# Rimantas Norvila
Rimantas Norvila (ur. 2 grudnia 1957 w Baptai) – litewski duchowny rzymskokatolicki, biskup diecezjalny wiłkowyski od 2002.

## Życiorys
Święcenia kapłańskie otrzymał 24 lutego 1991 i został inkardynowany do archidiecezji kowieńskiej. W 1993 został kanclerzem miejscowej kurii, zaś dwa lata później podjął studia teologiczne na rzymskim Angelicum (ukończone w 1997).
28 maja 1997 papież Jan Paweł II mianował go biskupem pomocniczym archidiecezji kowieńskiej, ze stolicą tytularną Castrum. Sakry biskupiej udzielił mu abp Sigitas Tamkevičius.
5 stycznia 2002 został mianowany biskupem ordynariuszem diecezji wiłkowyskiej.
W latach 2011–2014 pełnił funkcję wiceprzewodniczącego Konferencji Biskupów Litwy.
4 marca 2016 wybrany wiceprzewodniczącym COMECE, urząd pełnił do marca 2018. 22 marca 2023 ponownie wybrany wiceprzewodniczącym tejże komisji.